# Prezi
Prezi és un programa de presentacions per explorar i compartir idees sobre un llenç virtual basada en la informàtica al núvol (programari com a servei). Prezi es distingeix per la seva interfície d'usuari amb zoom, que permet als usuaris disposar d'una visió més apropada o més allunyada de la zona de la presentació. Prezi permet als usuaris visualitzar i navegar a través de la informació dins d'un espai 2,5D.
Prezi s'utilitza com a plataforma de pont entre la informació lineal i la no lineal, i com una eina de presentació d'intercanvi d'idees, ja sigui de forma lliure o bé estructurada. El text, les imatges, els vídeos i altres mitjans de presentació es col·loquen sobre el llenç, i es poden agrupar en marcs. Després, els usuaris designen la grandària relativa i la posició entre tots els objectes de la presentació i com es fa el desplaçament entre aquests objectes, així com l'ampliació/allunyament. Per a les presentacions lineals, els usuaris poden construir una ruta de navegació prescrita.
La presentació final es pot desenvolupar en una finestra del navegador, també permetent una presentació fora de línia amb només descarregar l'arxiu. Prezi utilitza un model freemium. Els usuaris que usen el Prezi públic pot editar, mostrar i descarregar els seus treballs a la web de l'aplicació, i els que paguen pel Prezi Enjoy o una llicència Prezi Pro poden crear, compartir i descarregar els arxius. Prezi també ofereix una llicència especial per a estudiants i educadors.

## Història
Adam Somlai-Fischer, cofundador, és un arquitecte de renom internacional i artista visual que ha estat treballant amb les presentacions de zoom des del 2001. Adam trobar una interfície d'usuari amb zoom (ZUI) que li va permetre explorar la "gran imatge", obtenint una vista general d'una planta i després, fer zoom en els detalls més individuals. Com que no hi havia disponible comercialment l'editor de zoom per presentació, cada una d'elles havia de ser codificada a mà. Al mostrar-la el públic es va sorprendre i es va apropar a Adam per descobrir el programa de presentació que va utilitzar. Uns pocs el van convèncer perquè tinguessin accés al seu codi. Finalment, el 2007, Peter Halacsy, professor de Budapest University of Technology el va convèncer per desenvolupar un editor perquè qualsevol persona pogués desenvolupar les seves presentacions. Després de crear un prototip, van reclutar a un empresari amb visió empresarial, Peter Arvai, a participar com a director general -per ajudar-los a construir un producte i una empresa. Prezi es va posar en marxa l'abril de 2009 a Budapest, on es realitzen les inversions de les conferències TED i Sunstone Capital. L'oficina de San Francisco es va establir el novembre de 2009.

## Modalitats

### Gratuïta
És la més comuna. Obliga a l'usuari a registrar-se a la pàgina web per poder realitzar presentacions Prezi pròpies. Inclou totes les característiques bàsiques de l'editor en línia de Prezi, a més de 100 Mb per poder guardar tot allò creat.
En ser un compte públic, tot el treball realitzat es pujarà automàticament a la xarxa i estarà disponible per a qualsevol que tingui accés a internet.

### De pagament
Existeixen dues versions de Prezi de pagament. Totes dues inclouen un període previ de prova de fins a 30 dies on es pot cancel·lar la subscripció al compte de pagament.

#### Compte Enjoy o EDU Enjoy
El preu és de 4,92 USD al mes i es factura anualment (59 USD). Aquesta opció està disponible de manera gratuïta per tots aquells que disposen d'una adreça de correu electrònic activa a una institució educativa registrada.
Les opcions són totes les que ofereix la modalitat gratuïta més l'opció de convertir els teus «prezis» en privats. Al crear una presentació, inicialment serà privada i l'usuari té l'oportunitat de convertir-la en pública. Es pot canviar el logotip de Prezi a l'hora de crear una nova presentació per un personalitzat i formes part del servei d'ajuda Premium, que ofereix assistència en menys de 24 hores. L'espai disponible en línia per emmagatzemar presentacions és de 500 Mb.

#### Compte Pro o EDU Pro
El preu és de 13,25 USD al mes, a l'any són 159 USD. Si es disposa d'una adreça de correu electrònic activa a una institució educativa registrada, el preu es redueix a 4,92 USD al mes.
Inclouen l'opció de crear continguts privats, fer servir logotips personalitzats, l'ajuda Premium i 2 Gb d'espai per guardar les presentacions. A més, el principal avantatge d'aquesta compta és l'opció de treballar sense connexió descarregant l'aplicació de Prezi per Windows o per a Mac.

## Avantatges i limitacions
(només per la versió gratuïta de Prezi)
| Beneficis                                                     | Limitacions |
| ------------------------------------------------------------- | --- |
| Servei gratuït i online                                       | Requereix connexió a Internet (excepte per a la versió de pagament)                                                              |
| Facilitat d'utilització                                       | Idioma (en anglès) |
| Accés i Participació en línia                                 | Les presentacions es fan públiques automàticament (excepte a la modalitat de pagament i la versió per a estudiants i professors) |
| Superfície "infinita" de presentació                          | No es pot imprimir (però es pot descarregar en mode flash)                                                                       |
| Presentació dinàmica, interactiva, no lineal                  | - |
| Possibilitat d'inserir text, imatges, àudio, enllaços, vídeos | - |
| Creació personalitzada o ús de plantilles predissenyades      | - |

## Pantalla d'edició
Hi ha dos tipus: la versió en el núvol o gratuïta i la versió en l'escriptori o de pagament.

### Versió en el núvol

#### Plafó central
Una finestra sobre la presentació pròpiament dita, és on es posicionen els diversos elements de la presentació. Amb un clic permet inserir directament text, i amb Majúscules i arrossegant el ratolí seleccionar els elements dins d'un rectangle dinàmic (per tal d'eliminar-los, moure'ls/girar-los alhora o agrupar-los).

#### Ordres del menú
A més de les ordres habituals de desar, desfer, refer, etc. Hi ha les més pròpies de l'edició de la presentació:
- Add Frames permet afegir un marc (de forma rectangular, circular, claudàtor o transparent) que s'utilitza per establir la seqüència (diapositiva). Existeixen grups de marcs (layouts) predissenyats com el zoom i la rotació durant la presentació.
- Themes: permet canviar l'estil triant un dels que ja estan definits en Prezi o personalitzar-lo.
- Insereix permet afegir:
  - Images: una imatge del nostre disc dur, o d'un enllaç, facilitat per Google Images, un PDF.
  - Media: una presentació o un vídeo del nostre disc dur, o de YouTube mitjançant l'enllaç, un PDF.
  - Shapes: un símbol predissenyat, una línia, una fletxa, una forma (cercle o circumferència, triangle, rectangle), una línia a mà alçada o un realçador.
  - PowerPoint: una diapositiva d'un PowerPoint.

#### Plafó d'edició de la seqüència
Situat al costat esquerre permet modificar l'ordre d'aparició dels marcs, desplaçant amunt i avall els elements de la seqüència.
- Edit path permet editar el camí incloent elements (o grups d'elements) a presentar en la seqüència (clicant en l'element desitjat).

### Versió en l'escriptori

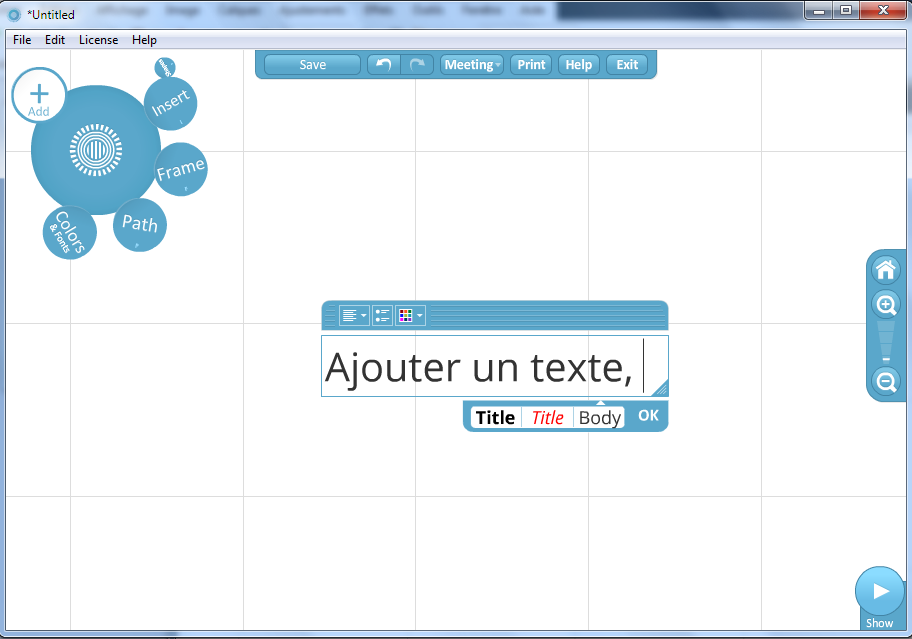
Finestra inicial d'edició en la versió d'escriptori de Prezi

- Add permet afegir un marc que s'insereix automàticament.
- Insert permet afegir:
  - Una imatge del nostre disc dur, o enganxar un URL
  - Un vídeo de YouTube enganxant l'URL
  - Un mapa conceptual
  - Un arxiu qualsevol
- Shapes, permet afegir línies, fletxes, formes...
- Frame permet definir una forma rectangular o circular, que s'utilitza per establir el zoom i la rotació durant la presentació.
- PATH permet construir el recorregut, i l'ordre en què apareixen els frames.
- Colors & Fonts permet canviar l'estil triant un dels que ja estan definits en Prezi o personalitzar-lo.

## Usos

### Negocis i conferències
Les presentacions de Prezi estan convertint-se en un habitual al món dels negocis i les conferències. La coneguda marca de xerrades TED fa un ús continu de Prezi amb l'objectiu de dinamitzar la presentació i fer més interessant una conferència. Un dels casos més clar va ser el mateix CEO de la marca, Chris Anderson, que va fer servir una presentació Prezi en la seva conferència "How YouTube is driving innovation" o el CEO de la marca Blackboard, Michael Chasen, que també va utilitzar prezi en la seva conferència al BbWordl 2011.

### Educació
L'opció de visualitzar online uns continguts ha desenvolupat a Prezi el potencial educatiu. L'oportunitat d'accedir-hi més d'un usuari a la vegada permet interaccionar i millorar un producte que a universitats i high-schools americanes ja és d'ús quotidià. A Catalunya està arribant de manera més progressiva tot i que es coneixen la multitud d'avantatges que disposa respecte al seu principal competidor, PowerPoint de Microsoft Office. A més, et permet descarregar la presentació en format PowerPoint. El fet d'estar directament relacionat amb les noves tecnologies (es pot treballar des de les tauletes) i l'oportunitat d'interaccionar converteix Prezi, segons un estudi de la BBC, en l'eina del futur.

### Mitjans de comunicació
El 2011, el diari britànic The Guardian va fer servir per primera vegada una presentació en format Prezi per publicar un mapa sobre la República del Sudan a la seva pàgina web. El diari donava l'opció de descarregar aquest mapa en format PDF o interaccionar a la mateixa web del diari.

## Crítiques
Existeix un sector crític que arremet contra la marca Prezi acusant que pot arribar a causar nausees i atacs epiléptics per la gran quantitat d'interacció, tot i que des de la pàgina web oficial es demana que no s'excedeixin el nombre d'efectes visuals. A més, segons la pàgina web Web2Access, Prezi és un servei inaccessible per la gent amb discapacitats.